# カーズ (映画)
『カーズ』（原題：Cars ）は、ピクサー・アニメーション・スタジオの制作、ウォルト・ディズニー・スタジオ・モーション・ピクチャーズの配給により、2006年6月9日に公開された長編アニメーション映画作品。第64回ゴールデングローブ賞アニメーション映画賞受賞。アメリカ本国および日本では、ピクサー長編アニメーションとしては、最後のVHS版発売作品となった。

## 概要
2001年より制作開始され、当初は『Route 66』というタイトルで制作されていたが、1960年代に同名のテレビドラマ『ルート66』（Route 66）があったことから、作品名を『カーズ』に変える。
当初、2005年の冬に公開予定であったが日付がずれ込み、2006年半ばに公開となった。日本での興行収入は前作『Mr.インクレディブル』の半分程度の22億円と厳しい結果となった。
配給はディズニー。ディズニー・ピクサー間の契約とその契約更新の破綻に伴い、ディズニー配給としては最後のピクサー制作作品になる予定であったが、ディズニーによるピクサーの買収により上記の事態は回避された。なお、この作品コンテンツの商用利用権に関しては、全てディズニー関連会社が有している。
本作品は、車を中心とした乗物を擬人化したキャラクターによって物語が構成されており、虫や牛なども車化されている。なお、人間や動物などは一切登場しない。
車がしゃべる、文明を築いて生活しているなどの点はTVゲームのチョロQシリーズを参考にしているとされ、実際に「チョロQHG4」の公式サイトには、本作の原点になっているとの記述がある。
また、ディズニーデジタル3Dとしてのリバイバル上映は行われていない。
2011年には続編『カーズ2』が公開され、2017年には3作目『カーズ/クロスロード』が公開された。

## あらすじ
2005年、カーレース「ピストン・カップ」シーズン最終レース「ダイナコ400」で、初の新人チャンピオンを狙う人気天才レーサーライトニング・マックィーン。彼にとって一番のライバルは今シーズンで引退する伝説のレーサーキングことストリップ・ウェザーズと万年2位のベテランレーサー、チック・ヒックス。マックィーンは彼らに引けを取らないほどのレースを繰り広げるも、タイヤを交換せずに走り続けた為、最終ラップで後輪がバーストしてしまう。ゴール時なんとか舌を出して自分を含む3台が同着となり、1週間後にカリフォルニアで優勝決定戦が行われることとなる。マックィーンはスポンサーである錆取り用クリーム会社「ラスティーズ」のイメージキャラクターとされていたが、スポンサーに恩義があるにもかかわらず、錆びた車が嫌いという理由で会社に辟易しており、優勝後はダイナコ石油への移籍を考えていた。
出発前にチックから、一番にカリフォルニアに着いた車がダイナコ石油との契約に有利になるという言葉を真に受けてしまったマックィーンは、専用トレーラーのマックに夜通しかけて走ってでも一番にカリフォルニアに着くよう無理にお願いする。結果マックは居眠り運転をしてしまうことに。さらには暴走族のイタズラが原因でマックと離れ離れになり、探し回るうちにルート66沿いの田舎町「ラジエーター・スプリングス」に迷い込んでしまう。パニックになったマックィーンは夜の町中を暴走した上、ひょんなことから町のメインストリートのアスファルトをボロボロに壊してしまい町の保安官であるシェリフに逮捕されてしまう。
翌日、交通裁判で判決により、社会奉仕として「道路の舗装」を命じられることに。マックィーンは住民たちに「自分はレーサーで、カリフォルニアのレース会場に一刻も早く着かなくてはならない」と説明するが、田舎者の住民たちは彼の言葉を信じず、取り合ってくれない。一刻も早く町を出ようと舗装を早く済ませたマックィーンだったが、道路はデコボコで前よりひどくなり、町のリーダーであるドック・ハドソンからやり直しを命じられてしまう。マックィーンが自分がレーサーだと再び主張すると、それを聞いたドックは町への退去と道路の舗装を賭けたレースを申し込む。早速レースは始まり、マックィーンは先行して順調にスピードを上げるが、今までダートの上では走ったことがなかったため急カーブを曲がり切ることが出来ず、サボテンだらけの崖下に落ちてしまう。結局負けたマックィーンは、悔しがりながらも道路の再舗装に取り掛かると同時に、ダートでの自主トレーニングに励むようになる。また、住民の一台で錆びだらけのレッカー車メーターと友情を交わすようになる。
次の日、マックィーンはドックが実は1950年代の「ピストン・カップ」伝説のレーサーで有名なファビュラス・ハドソン・ホーネットだと知り、このことを住民たちに教えるも信用されず、笑われてしまう。また、マックィーンの交通裁判で検事（または町の弁護士）を務めていた水色のポルシェのサリーとのドライブで「ラジエーター・スプリングスは昔はとてもきれいな町で、大勢の客が訪れるところだった」と語られ、今ではすっかりさびれてしまったのを知る。夕方、マックィーンはレースタイヤを着け走り出すドックの姿を目撃する。マックィーンは彼になぜレーサーを辞めたのか聞くと、過去のレース中の大事故で休んでいる間に、新人たちが現れ、戻ったときには自分の場所はなかった。観客に見捨てられたと感じ、それ以来レース業から距離を置くようになったという。
それから翌日、住民たちが目を覚ますと道路の舗装は既に終わったものの、マックィーンはまだ町に留まると決めていた。さっそくマックィーンは住民たちの店でタイヤや燃料などを購入、塗装も塗り替えて町に馴染んだ姿、ラジエーター・スプリングス仕様に。また、町中の電灯を直したことで夜はこれまでより賑やかになり、住民たちは「昔の頃に戻った」と大喜びする。するとそこへマックィーンを捜索していたマックや調査隊、マスコミがドックからの連絡を受けて町に集まってきた。マックィーンは別れを言う余裕もなくそのまま町を去ってしまう。
カリフォルニアに到着したマックィーンはラジエーター・スプリングスのことを思い出し、レースに集中できずに勝利を諦めかける。しかしそこに、ドックやメーター、ラジエーター・スプリングスの住民たちがピットに現れた。実は彼らはピットクルーをするためにレース場に付いて来たのだった。マックィーンのクルーチーフとして再びレース場に戻ってきたファビュラス・ハドソン・ホーネット（ドック・ハドソン）。中継カメラが映すその姿を見た観客も大興奮。マックィーンは彼らの協力によってレースを有利に進め、最終ラップでついにトップになるが、最下位になりたくないチックに激突され、キングはクラッシュしてしまう。それを見たマックィーンはドックの大事故と同じだと感じ取り、ゴール手前で急停車。その行動にスタジアムも静まりかえるなか、マックィーンはゆっくりとキングの元へ駆けつけ「キングは最後まで走りぬかなきゃ」と伝え、彼を後押ししてゴールする。このマックィーンの行動は大喝采を浴びる。一方でその隙に初優勝を果たしたチックは周囲の反感を買い、ブーイングを浴びながら会場を去った。
レース後、マックィーンはダイナコ石油の社長テックスから移籍契約の話を持ち掛けられるも丁重に断り、代わりにメーターを、彼がずっと乗りたがっていたヘリコプターに乗せることを要望した。それからマックィーンはラジエーター・スプリングスに住むことを決め、町は昔のように大勢の車が訪れるようになった。

## 登場人物
主要キャラクター以外のキャラクター名の出典はカーズ マテルに則っている。また、登場するサブキャラクターのプロフィールはBlu-rayに収録されている「カー・ファインダー・ゲーム」などを基にしている。

### 主要キャラクター
ライトニング・マックィーン（Lightning McQueen）
- ゼッケンNo：95
- 所属：ラスティーズ（Rust-eze）
- 順位：3位

本作の主人公。「ピストン・カップ」史上初の新人チャンピオンを狙うレーサー。車体の色は赤。スーパー・ルーキーとして注目を浴び有頂天になっており、栄光ばかりに目が行っている自信過剰で自分勝手な性格。その性格がたたり、クルーチーフを何度も替えたり、マックを休ませず夜通し走らせたりした。そのため真の友人は一人もいなかったのだが、ラジエーター・スプリングスの仲間との出会いをきっかけに、彼の中で何かが変わり始める。
レース前にはマックの牽引するトレーラーの中で目を閉じ、「集中、スピード、僕は速い」「勝つのはただ1台、42台は負ける」などと瞑想をするのが習慣。本作では冒頭のこの瞑想シーンから物語が始まる。
ヘッドライトがステッカーになっているところからサリーからは「ステッカー君」というニックネームで呼ばれる。トレードマークは名前の通り「イナズマ」。まだ若手なので、マックをはじめ、キング、ドック、リジーなどからは「坊や」と呼ばれている。
決め言葉は「カチャウ」（これはマックィーンを演じたオーウェン・ウィルソン自らの発案である）。
モデルとなった実車に関し、監督であるジョン・ラセターはロサンゼルス・タイムズの取材に対して、「NASCARのレーシングカーは空力のため平べったく全然面白みがなかった。そこでストックカーと、ローラやフォード・GT40といった曲線美あふれるルマンレーシングカーをハイブリッドして創作した」と語っている。
メーター（Mater）
天然で、陽気な性格。気の優しい愛嬌者。『2』やスピンオフでは実質の主役である。元々は水色のボディだったが現在は傷とさびだらけ、片側のライト、エンジンフードといった一部のパーツも欠けてしまった中型レッカー車。車体番号は「A-13」。
モデルは実際にルート66の廃ガソリンスタンドにおいてあったInternational Harvester L-170（英語版）。
得意技はバックで高速走行することで、これが後にマックィーンを救うことになる。トラクター転がしが趣味。夢はヘリコプターに乗ること。
田舎町に迷い込み捕らえられていたマックィーンを一目見て気に入り、当初は自称だったが交流を深めるうちに本当の親友となっていく。カリフォルニアでの優勝決定戦の際にはマックィーンの応援に駆けつけた。レースシーンではサポートクルーとしてレッカークレーンを使いピットエリア外からピット作業を支援する。ベースとなった車は諸説あり。その一つにシボレー・タスクフォース・シリーズがある。
サリー・カレラ（Sally Carrera）
本作のヒロイン。車体は2002年型ポルシェ911カレラ。車体の後面にピンストライプのタトゥーを入れている。小さな町の敏腕弁護士兼「コージー・コーン・モーテル（民宿）」のオーナー。彼女が登場するたびにドックからは「またか」と呆れられている。
元はロサンゼルスにいたが、都会での生活に疲れた彼女は、偶然辿りついたこの地の雄大な渓谷と住民に魅せられ、ラジエーター・スプリングスへと移住する。マックィーンに、ドライブの本当の楽しさを教える。
ドック・ハドソン／ハドソン・ホーネット（Doc Hudson／Hudson Hornet）
- ゼッケンNo：51（現役時代）

車体は1951年型ハドソン・ホーネットのストックカーレース仕様車ファビュラス・ハドソン・ホーネット。診療所の医者（修理工場の整備士）兼、町の判事。町一番の信用を得ている。
彼の正体はピストンカップで51、52、53年の3連覇、シーズン最多勝利記録を誇る「レースの帝王」ハドソン・ホーネット。しかし、54年に大クラッシュを起こし、その際新人に目が行く中世間に見捨てられてしまったため、レース界から姿を消し、伝説のレーシングカーとなっていた。だがマックィーンと出会い、無愛想な態度を取りながらもダートの走り方を教えた。自分の行いを改め、ピストンカップで自分がレーサーということを明かし、マックィーンのクルーチーフを務めた。その後町にはドック・ハドソン展示室ができるなど、再び有名となった。
『カーズ2』では声優を務めたポール・ニューマンが亡くなったため、本編でも亡くなった設定となり、一切登場しない。『カーズ/クロスロード』では回想やレーサー時代の映像で登場しており、原語版では本作の収録時に録音されていた未使用音源を台詞として使用している。

### ラジエーター・スプリングスの住民たち
ルイジ（Luigi）
車体は1960年型フィアット・500。車体番号は「44.5-10.8」。親友のフォークリフト・グイドとタイヤ店「ルイジのカサ・デラ・タイヤ店」を営む。イタリア魂旺盛で、大のレース好きでもあり、フェラーリのボディを持った客が来てくれると信じている。イタリア訛りの英語とイタリア語を話す。カリフォルニアでのレースシーンでは当初タイヤキャリアーの設定だったが、グイドが一人でタイヤ交換をするシーンが採用されたため役目が無くなっている。
グイド（Guido）
「ルイジのカサ・デラ・タイヤ店」の腕利きピットクルー。小柄のフォークリフトだが、手先が器用で迅速な作業が自慢。その腕前はライバルのピットクルーを驚かせたほど（2.5秒フラット）。看板回しが得意である。彼も大のフェラーリ・ファン。イタリア語しか話せない（ただし相手の言葉はある程度理解できる模様）が、唯一知っている英単語は「ピット・ストップ」のみ。レースシーンではタイヤチェンジャーを一人で務める。
シェリフ（Sheriff）
車体は1949年型マーキュリー・ポリス・クルーザー。ラジエーター・スプリングスの秩序を守る老保安官。
迷い込んだマックィーンを暴走車と勘違いして徹底的に追い詰めたが、年らしく車体にガタが来ておりスピードを出しすぎるとガスケットが悲鳴をあげる事がある（それをマックィーンは銃声と勘違いしパニックに陥った）。マックィーンに対する呼び方は「若いの」。スピードを出した後はドック・ハドソンの診療所でよく診察を受けている。
ラモーン（Ramone）
車体は1959年型シボレー・インパラ。カスタムペイントを施す「ラモーンのボディ・アート」の経営者。車高の調節が可能なハイドロリクス仕様。彼の塗装技術はピカ一で、メタルペイントのカリスマ的存在である。
ラジエーター・スプリングス全盛の頃は、店に来た客を満足させていたが、客が来なくなってからは自分自身の車体のペイントが日課になってしまっている。
未公開シーンでは、妻であるフローとのなれそめが描かれた。
フロー（Flo）
ラジエーター・スプリングスの住民の憩いの場である喫茶店（ガソリンスタンド）「フローのV8カフェ」のママ。ラモーンの妻でもある。この町では一番面倒見がよく、信頼度も高い。
車体は1950年代のショー・カーで、ナンバープレートも"SHO GRL"(ショーガール)になっている。かつては全米キャラバンのイベントガールとして活躍していた。
フィルモア（Fillmore）
車体は1960年型フォルクスワーゲン・バス。ヒッピー。フィルモア自身の手で醸造した燃料のほか、絞り染めの泥除けなどのボヘミアンなアクセサリーを「フィルモアのオーガニック燃料店」で販売している。のんびりした性格でサージの小言も気にする様子はない。レースシーンではガスマン（給油）を担当する。オーガニック燃料が流行らないのは政府の陰謀だと思っている。
サージ（Sarge）
車体は1942年型ウィリスMB。退役軍車で、払い下げ軍用品販売店「サージのサーブラス・ハット」を経営。毎朝、起床ラッパと星条旗の掲揚を欠かさない。軍人気質から、対照的にヒッピー気質なフィルモアに小言を言うことも多いが、その割にはよく2台一緒にいる。
エンディングでは「サージのSUV車訓練キャンプ」を設立した。レースシーンではキャッチカン（給油満タンで溢れるガソリンを容器で受け止める）を担当する。
リジー（Lizzie）
車体は1923年型のT型フォード。土産物の店を経営。老車だがかなり気が若く亡き夫のスタンレーを永遠に愛し続けている。
レッド（Red）
大柄な消防車だが繊細でほとんど話さない。スタンレー銅像の花に水をやるのが楽しみで日課となっている。町の悪口が言われると、悲しくなり消防署に引っ込んでしまうほど大嫌い。
ハイファー
ラジエーター・スプリングスで大量に飼われるトラクター。実世界でいうウシ。鳴き声を出すのみで言葉は話さない。驚くとひっくり返り、ゲップでガスを放出する。
フランク
ハイファーの見張り役。大きくて怖いコンバイン。なお、マックィーンの夢の中にも登場し、そこではレース会場に突如乱入、チックを粉砕し一位でゴールした。
ベッシー
道路舗装用アスファルトミキサー車。道を壊したマックィーンと一緒に働くことになる。人格は無く、喋らない。ところどころ錆びており、アスファルトを流すときに泡の固まりとなって弾けることがある（それが原因でマックィーンのステッカーを汚してしまう）。
スタンレー
ラジエーター・スプリングスの名士。既に故車でタウンスクエアの銅像になっている。リジーによれば2気筒であったという。1900年製。
スピンオフ作品『カーズトゥーン メーターの世界つくり話』の一作である「タイムトラベル メーター」にて、過去に「ラジエーター・キャップ」の移動販売をしていたことが判明し、水源を発見したことで町を開拓した。

### ピストン・カップに登場するキャラクター

#### レーサー
車種は車体の形や後部スポイラーの形と高さなどでそれぞれちがう。

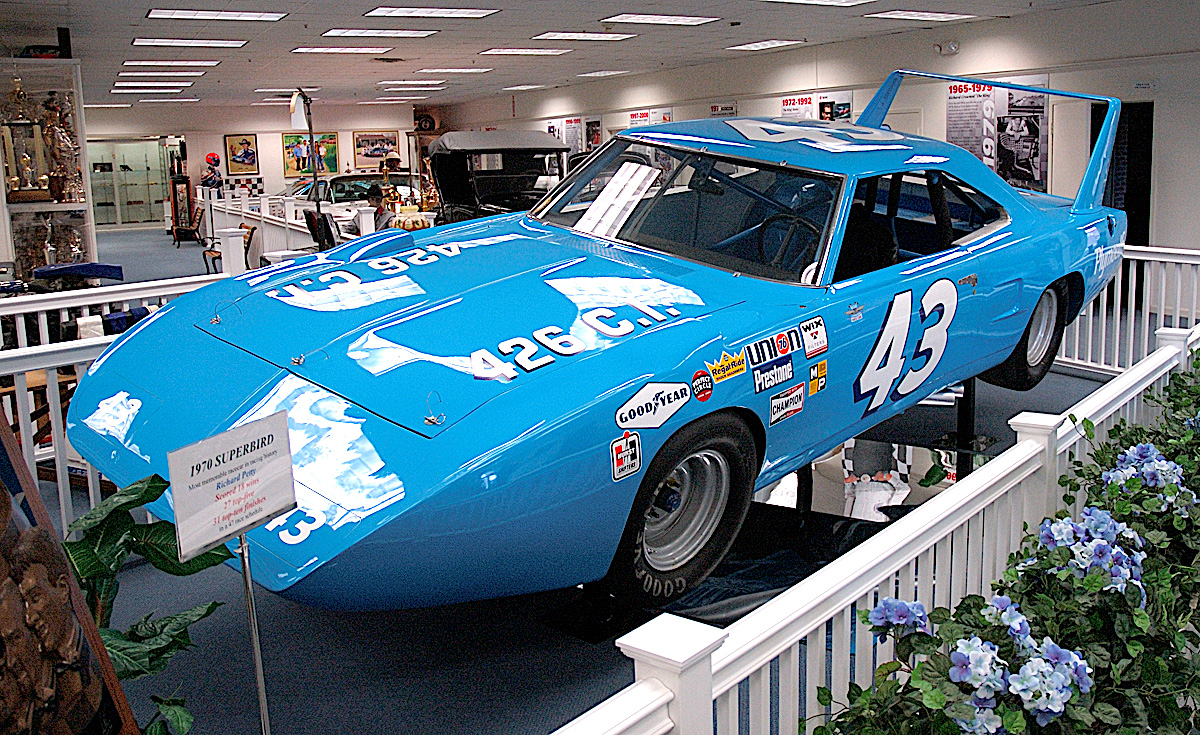
声優を務めるリチャード・ペティが操ったプリマス・スーパーバード。キングは実車そのままに顔を付けた姿である。

キング
- ゼッケンNo：43
- 所属：ダイナコ石油（DINOCO）
- 順位：2位

車体は1970年型プリマス・スーパーバード。本名ストリップ・ウェザーズ。車体の色は水色。
「ピストン・カップ」で最多優勝を誇る伝説的なレーサー。チームワークを第一に考え、技術はあるが自分勝手でチームワークを考えないマックィーンを心配している。既婚者で、妻と過ごす時間をできるだけ増やそうと、今シーズンでの引退を表明している。ハドソンを尊敬している。
なお、声優を務めるリチャード・ペティは60 - 70年代にプリマスやダッジを駆ってNASCARカップシリーズに君臨した名ドライバーで、その時のゼッケンは「43」。ついた綽名も「King」だった。
『カーズ/クロスロード』ではダイナコのレーサーであり彼の甥、キャル・ウェザースのクルーチーフとして再登場する。
チック・ヒックス
- ゼッケンNo：86
- 所属：hostile takeover Bank、通称htB
- 順位：1位

本作のディズニー・ヴィランズ。車体のモデルは1987年型 ビュイック・GNX。万年2位のベテランで、マックィーンとはピストン・カップで一番のライバル。野心を内に秘め、レースでは車体をぶつけて大クラッシュを招かせる等、卑怯な手を使う。車体の色は緑。ヒゲ型のフロントグリルが特徴で、サポートするピットクルーも「ヒゲ」を付けている。
マックィーンが行方不明になった後は人気を博し、観客や取材者が集まり、マックィーンの真似をして雷のステッカーを付けて「カチーカ」と言っていたが、勝つことしか考えない態度は当初のマックィーンそのものでゴール寸前でキングを突き飛ばし、優勝したもののその卑怯なやり方を一部始終を観ていた観客や取材者達からは怒りを買い、愛想を尽かされてしまう（その際に優勝カップや紙吹雪を投げつけられる形で渡されたが、本人は自分のやった事を何一つ反省や自覚する事もなく、誰も祝福してくれない周囲に戸惑うばかりだった）。
スポンサーであるhostile takeover Bankは、日本語に訳すと「敵対買収銀行」。
『カーズ/クロスロード』ではレーサーを引退し、コメンテーターとなって再登場する。
デイル・アーンハート.Jr
- ゼッケンNo：8
- 車種：アクセロ・フィッション
- 所属：デイル・アーンハート社（Dale Earnhardt inc.）

ピストンカップに出場している若手のレーサー。車体の色は濃い赤。2000年に新人賞を受賞し、人気投票でも4年連続1位となっている。マックィーン失踪の報を受け、テレビのインタビューに答えたり、王座決定戦でキングに直接話しかけている。
声優を務めるデイル・アーンハート・ジュニアはデイル・アーンハートの息子であり、NASCARに参戦していた元ドライバーである。また、綽名も「ジュニア」である。姿は映画公開当時の彼のレースカーを模したものとなっているが、2013年以降はチームを移籍しカラー、ナンバー共に異なるレースカーに乗っていた。
ラスティー・コーンフューエル
- ゼッケンNo：4
- 車種：ラックス・モーターCo.ピストン・カップ V8
- 所属：トウ・キャップ（TOW CAP）
- 出身：ミシシッピ州

車体の色は紫と白。ミシシッピ州の農場で育つ。自らのレース場を作り、仲間とよくレースをしていた。プロレーサーになるべく資金を積み重ねていたが、現在所属しているスポンサーが資金を提供してくれたため、今まで積み重ねていた資金はレースがあるたびに仲間を招待するために使っている。
本編ではフロイドと共にマックィーンの行く手を阻むも抜かれる。その後、クラッシュに巻き込まれたが、大きなダメージは回避していた。
エイケン・アックスラー
- ゼッケンNo：28
- 車種：アクセロ・フィッション
- 所属：ニトロエイド（NITROADE）
- 順位：5位

車体の色は黒で、白のラインに炎の絵が描かれている。2003年のバイトリーン・カップを制した。レース以外でも毎日体力の維持に努めており、太極拳に似たトレーニングも取り入れている。友人のレーサー、ダレル・ギャガートと共に「スリー・サイクル」というカントリー・ジャズバンドを組み、2004年のピストン・カップ授賞式で演奏を担当した。
本編では序盤でマックィーンに抜かれた。
チャック・アームストロング
- ゼッケンNo：33
- 車種：アクセロ・フィッション
- 所属：ムード・スプリングス（MOOD SPRINGS）

車体の色は紺色と黒で、白のラインが入っている。燃料アレルギーを患い、プロレーサーになった後も更に悪化して、他のレーサーも近づきたがらないほどのひどい匂いがするようになるが、これを戦法にしようかと考えている。
本編では序盤でマックィーンに抜かれ、その後のクラッシュで宙を舞い、車体がボコボコになってリタイヤ、トウにレッカーされる結果となった（しかし、クラッシュ後もコースの中で走っていたシーンがある）。
カーズマテル2019では『カーズ/クロスロード』で登場したダッド・スロットルマンの名前で発売予定となっている。
ダークソン・ダーゴスティーノ
- ゼッケンNo：34
- 車種：キャトピルモーターズ・バーヴXT
- 所属：トランク・フレッシュ（trank fresh）

車体の色は黒と黄緑。元々所属しているスポンサーの普通の社員だったが、仕事中に猛スピードを出してもぶつけたりしなかったため、レーサーの才能があると感じ、ある時に会社のオーナーの目に留まり、無謀運転で解雇された代わりにレーサーとして雇われる。
本編ではマックィーンがコースアウトから復帰した際、その一つ前を走っていたのが彼だった。3作目で再登場する。
ケビン・レーシングタイヤ
- ゼッケンNo：35
- 車種：クラウン・セレスタ
- 所属：シフティ・ドラッグ（SHIFTY DRAG）

車体の色はピンクと黄色。レーサーとしての身体能力、レースの知識、ルールの理解、どれもが今一つだと思っている。それでも長い間レーサーを続けてこられたのは、義父が所属スポンサーを経営しているため、コネでレーサーになっているからである。
本編ではクラッシュの際、デイビーと側面衝突する。名前が121番（シフトライト）と被っている。
ユージーン・カービュレスキ
- ゼッケンNo：36
- 車種：ホスカー・モロコ
- 所属：タンクコート（Tank Coat）

車体の色はピンクで、白と黒に近いグレーのラインが入っている。地元のレースショップでレーサーの訓練を始め、ある時の昼休みにプロレーサーと勝負した際、信じられないパワーを発揮して勝利したことから現在のスポンサーのオーナーに認められ、レーサーとして雇われる。
本編ではチックの起こしたクラッシュを避けるも、その後に巻き込まれた。
ライアン・シールズ
- ゼッケンNo：39
- 車種：クラウン・セレスタ
- 所属：ビュー・ジーン（VIEW ZEEN）

車体の色は水色とライトブルー。スポンサーの商品である窓クリーナーをこよなく愛し、このクリーナーがなければ、他のレーサーはチラチラする点にしか見えないが、つけるとよく見えるようになり、顔までハンサムになったと感じられるので、便利だと思っている。
本編ではクラッシュの際、スピンした。
ルビー・"イージー"・オークス
- ゼッケンNo：51
- 車種：クラウン・セレスタ
- 所属：イージー・アイドル（easy idle）

車体の色はライトブルーと白。のんびりした雰囲気と喋り方から「イージー・オークス」と呼ばれている。気楽に構えてよく考え、他のレーサーに油断させておき、意表を突くタイミングでトップに躍り出る戦法を持つ。
クロード・スクラグス
- ゼッケンNo：52
- 車種：ホスカー・モロコ
- 所属：リークレス（Leak Less）

車体は黄色と黒と白。自分の所属スポンサーは一流ではないかもしれないが、自分はそう思っておらず、長年所属スポンサーの看板を背負ってきている。ファン層のほとんどが若くは無いが、1940年代の自動車ブームのおかげで、数は多い。
本編では序盤でマックィーンに抜かれ、その後のクラッシュでトッドに巻き込まれた挙句、マックィーンにジャンプの踏み台にされた。
ジョニー・ブレーマー
- ゼッケンNo：54
- 車種：キャトピルモーターズ・バーヴXT
- 所属：フォークス・ウィール・ドライブ（FAUX WHEEL DRIVE）

車体の色は緑と水色と黄色で、自然の風景とタイヤの跡がデザインされている。ピストン・カップの歴史の中で衝突回数が一番多い。10年間レーサーをしているベテランだが、一度も完走していない。
本編ではクラッシュの際にタイヤが外れたが、その後も走り続け、10位以内で人生初の完走を果たした。
ブラッシュ・カーバー
- ゼッケンNo：56
- 車種：シェルパモーターズ・イオタGT
- 所属：ファイバー・フューエル（Fiber Fuel）

車体の色はオレンジ色と黄色で、赤のラインが入っており、麦の絵が描かれている。ベテランレーサーの1人で2006年シーズンには10位以内に入った。シーズンの途中にはトラブルが重なり順位を落とすも、スポンサーや自分の妻のキャサリンのおかげで踏みとどまっている。14人（台）の子どもがいる。
本編では序盤でマックィーンに抜かれた。
ビリー・オイルチェンジャー
- ゼッケンNo：58
- 車種：シェルパモーターズ・イオタGT
- 所属：オクタン・ゲイン（Octane Gain）

車体の色はオレンジと黒と黄色。レーサー引退後はレースの実況アナウンサーになることを夢見ており、ボブ・カトラスとダレル・カートリップの実況を何度も観賞している。レース中には大声で勝手に解説をしながら実況の練習をしているが、他のレーサーからは面白い光景だが気が散るし、気味が悪いと言われている。
本編ではクラッシュの際、クロードと共に間一髪の危機を脱出してホッとし、愛想笑いしあっていたせいか、クロードと仲がいいらしい。しかし、次の瞬間ホールとジェイムズに巻き込まれ、吹っ飛ばされた。
ジェイムズ・クリーンエア
- ゼッケンNo：61
- 車種：ホスカー・モロコ
- 所属：バイトリーン（Vitoline）

車体の色は黄緑と白。ベテランレーサーの1人で20年間もレーサーとして活動しているが、スポンサーの商品のおかげかスピードダウンする気配はまったくない。
本編では、クラッシュでダメージを受けたが、その後も走り続けた。
リー・レブキンズ
- ゼッケンNo：63
- 車種：アクセロ・フィッション
- 所属：トランスベリー・ジュース（Transberry Juice）

車体の色は紫とライトパープルと黄色。レーサーになる前は家の農場でテクニックを磨いた。古く朽ちた狭い橋を通り抜ける訓練をしたため強い精神力を持っていると信じている。
本編ではチックに車体をぶつけられスピンアウトするが、その後も走り続けた。
ウィンフォード・ブラッドフォード・ラザフォード
- ゼッケンNo：64
- 車種：キャトピルモーターズ・バーヴXT
- 所属：RPM

車体の色は黄色とオレンジで、青のラインが入っている。レーサーになるため一流大学で勉強し、物理学にて速度や運動量などのレースに役立つ知識を身につける。友人達からは学問とレースは関係ないと言われているが、充分役に立っており、巧みに風を避け、他のレーサーたちを追い抜くことから「プロフェッサー（教授）」と呼ばれている。
本編ではチックに車体をぶつけられてスピンし、これが他の車も巻き込んだクラッシュの発端となる。
マニー・フライウィール
- ゼッケンNo：68
- 車種：クラウン・セレスタ
- 所属：N2Oコーラ（N2O Cola）

車体の色は紫で、黄緑のラインが入っている。若手レーサーだが真面目な性格。スポンサーのドリンクにはエンジンの力を増す成分が入っているが、レース規定に反するため、その商品を飲むことが出来ないことを皮肉に思っている。
本編ではクラッシュの際、デイビーとぶつかった。
フロイド・マルビヒル
- ゼッケンNo：70
- 車種：ストッジー・ソーバーEX
- 所属：ガスピリン（GASPRIN）
- 順位：6位

車体の色は青と黄色。元々エンジニアになるつもりだったが断念し、レーサーになる。セージらと共にジュニア・ピストン・カップに参加した後に2005年のピストン・カップでデビューを果たす。タイヤのゴムが焦げて出る煙を靡かせてファンの前を走り抜けるため「スモーキー・フロイド」と呼ばれている。
本編ではラスティーと共に、マックィーンの行く手を阻むもわずかな隙間を利用されて抜かれる。3作目で再登場する。
ミスティ・モータークラス
- ゼッケンNo：73
- 車種：ホスカー・モロコ
- 所属：レブンゴー（Rev-N-Go）

車体の色は水色で、矢印のスポンサーロゴが描かれている。分かりづらいが、ピストン・カップで唯一の女性レーサーで、オフロード界から転身してきた。彼女の男3兄弟のうち、フランクはストリート・レーサー、ザックはドラック・レーサーの地方チャンピオンとして活動しており、デイブは1年で何度かパトカーを振り切った記録を持っている。彼らは妹のピストン・カップ・デビューにワクワクしている。
本編ではクラッシュの際、ジョニーと衝突した。
スライダー・ペトロルスキ
- ゼッケンNo：74
- 車種：キャトピルモーターズ・バーヴXT
- 所属：サイドウォール・シャイン（SIDEWALL SHINE）

車体の色は黄色で、黒のラインが入っている。名前は名レーサーである叔父、スライダー・パワーズに因んで付けられた。早くからレースを覚え、郵便車やタクシー、パトカー（一度だけ）とさえ、様々な一般車両とレースをしていた。
本編ではマックィーンに自分の後ろに付いているカメラにウィンクされた。
クラスティー・ローター
- ゼッケンNo：76
- 車種：ストッジー・ソーバーEX
- 所属：ビニール・トゥーペ（Vinyl Toupee）
- 順位：8位

車体の色はライトパープルと黒。元々現スポンサーのセールスマンとして働いていたが、突然の解雇。そのストレスを解消すべく毎日ジムを通った結果、長時間の過酷な運転でも疲れない体に仕上がり、現スポンサーがピストン・カップの参加資金を出してくれたおかげで、レーサーとしてデビューした。
本編ではチックがピットを終えた時彼より少し前の順位にいた。
ホール・インガス
- ゼッケンNo：79
- 車種：ブラウニー・モーターCo.スパークGT
- 所属：レットリード（RETREAD）

車体の色は薄紫で、赤と白のラインが入っている。ヨーロッパのレーサーで既にヨーロッパのレースを制覇したため、現スポンサーのオーナーたちに招かれ、1990年代初めに渡米、ある時ボウリング場からの帰りに反対車線を走ってしまったために大事故に遭うも、傷ついたのはプライドだけであったため、その年のピストン・カップで見事優勝した。
セージ・バンダースピン
- ゼッケンNo：80
- 車種：ブラウニー・モーターCo.スパークGT
- 所属：ガスキッツ（Gask-its）

車体の色は青と赤で、黄色のラインが入っている。ジュニア・ピストン・カップの最年少チャンピオンであり、2004年のピストン・カップ参入の時から既に目立っていた。コースの壁ギリギリで身を交わしながら走るのが大好きで、「ライバルが反撃してくるのを避けつつ、抜き返してくるのが最高の気分だ」と、いっている。レースの合間はクルーたちと共にドッジボールをして楽しんでいる。
本編の序盤でマックィーンに抜かれた。
ダレン・レッドフット
- ゼッケンNo：82
- 車種：アクセロ・フィッション
- 所属：シャイニー・ワックス（SHINY WAX）

車体の色は抹茶色で、黄色のサークルラインが入っている。レースの終盤で突然加速することで有名。速く走るレーサーの後ろは空気抵抗が少ないため、他のレーサーはみんな彼の後ろに入って力をため、最後にぬこうとするが、自分は後ろに入られ、その後ぬかれるのが大嫌いなので、そんなことをした相手に決して許さないと力ずくで邪魔をする。3作目で再登場する。
マシュー・オーバーテイカー（マック・アイカー）
- ゼッケンNo：84
- 車種：アクセロ・フィッション
- 所属：アップル社（Apple inc.）

車体の色は白とグレーで、リンゴが描かれている。派手なデザインより、きれいでシンプルかつお洒落なデザインを好んでおり、「シンク・ディファレント」が大事だと思っている。ゼッケン番号はApple社のMacintosh誕生年にちなむが、後述のデイビーとかぶっている。
本編ではクラッシュを器用にすり抜けたがその後、キングに追い抜かれた。
デイビー・エイペックス（デイブ・オルタネーター）
- ゼッケンNo：84
- 車種：キャトピルモーターズ・バーヴXT
- 所属：リボルティング（RE-VOLTING）

車体の色は赤と黒と白。ファンの歓声やタイヤの軋む音を好むが、競争することが苦手であり、好成績を20位以上残せたことがない。元々負けず嫌いではないため、誰かが追い越そうとしたらすぐに道を譲ってしまうのが自分の礼儀である。
本編ではクラッシュしたケビン・レーシングタイヤに巻き込まれた。ゼッケン番号が前述のマシューとかぶっている。
カーズマテル2018では『カーズ/クロスロード』で登場したT.G.キャッスルナットの名前で発売されている。
ポンチー・ワイプアウト
- ゼッケンNo：90
- 車種：ブラウニー・モーターCo.スパークGT
- 所属：バンパー・セーブ（Bumper $ave）

車体の色は水色と白。元々映画のスタントカーを勤めていたが、ある時に「ハイジンクス」という2台のパトカーが主演の映画に出て、その撮影中にプロレーサーとしてスカウトされた。今はもう映画に出ることは無いが、わざとぶつかり合うことが少ないだけでいいと思っている。
本編ではピットから復帰したチックの妨害行為に怒りの表情を見せていた。3作目で再登場する。
マーレー・クラッチバーン
- ゼッケンNo：92
- 車種：ストッジー・ソーバーEX
- 所属：スパッター・ストップ（SPUTTER Stop）
- 順位：7位

車体の色は濃い緑とオレンジと白。最初は1984年ロサンゼルスオリンピックのアメリカ代表の一員としてデビュー。オリンピックの経験を活かして、ピストン・カップで活躍する。お堅いイメージがあるも、時々排気ガスでサインするのが、女性ファンに受けている。
本編ではチックにスピンされたウィンフォードにまともに突っ込んだ。3作目で再登場する。
アーニー・ギアソン
- ゼッケンNo：93
- 車種：ホスカー・モロコ
- 所属：スペア・ミント（SPARE MINT）

車体の色は少し濃い青で、ミントの葉が描かれている。年長のベテランレーサーであるが年に1、2回は走っており、レースにかける情熱は失っていない。レーサーになった頃、300馬力しか無かったことをからかって「お馬さん」というあだ名で呼ばれている。
本編ではクラッシュで大きなダメージを受けたが、その後も走り続けた。3作目で再登場する。
グレッグ・キャンディマン
- ゼッケンNo：101
- 車種：ストッジー・ソーバーEX
- 所属：タコミント（Tach-O-mint）

車体の色は茶色と白で、ケーキのようなペイントデザインになっている。デザインは決して好みではないが、現スポンサーのオーナーの姪の好みであるため仕方なしと思っている。
本編ではピットに入ったチックを一回追い越した。
ラルフ・カーロウ
- ゼッケンNo：117
- 車種：ブラウニー・モーターCo.スパークGT
- 所属：リル・トルキー・ピストンズ（LIL' TORQUEY PISTONS）

車体の色は青と白と赤。ハリウッド俳優の兄ジョートン・カーロウが居るも、お互い職業のことで確執を持っていたが、ある時にラルフがジョートンの映画でレース場面の影武者を演じて以来、評価がグッと上がり、互いの仕事を知ったことで和解した。今ではジョートンと時々仕事を入れ替わることがある。3作目で再登場する。
ケビン・シフトライト
- ゼッケンNo：121
- 車種：アクセロ・フィッション
- 所属：クラッチ・エイド（CLUTCH AID）
- 順位：4位

車体の色は紺色で、白のダブルラインが入っている。彼は名門レーサーの一家の4代目である。祖父のクレイグが1970年代に2回、父親のクリントが1990年代に3回優勝していることが彼にとってはプレッシャーになっている。
本編ではクラッシュでダメージを受けたがその後も走り続け、ダイナコ400は4位でゴールした。名前が35番（レーシングタイヤ）とかぶっている。
トッド・"ザ・ショックスター"・マーカス
- ゼッケンNo：123
- 車種：アクセロ・フィッション
- 所属：ノー・ストール（No Stall）
- 出身：アラバマ州ディーゼルトン

車体の色は赤と黒で、ゴールラインのようなラインが入っている。アラバマ州ディーゼルトン出身の最高（で唯一）のレーサーで、ゼッケンを「123」にした理由は「覚えやすい番号だから」から。ATMから金庫の暗証番号まですべて「123」と決めてある。
本編ではクラッシュの際、クロードに激突する。3作目で再登場する。

#### ピットクルー
レーサーのタイヤ交換や燃料補給を担当するフォークリフト（ピットクルー）達。クルーチーフは車や小型トラックである。
ノット・チャック
マックィーンのチームのピットクルーの一人。レーサーの良さはタイヤ次第だと信じており、「タイヤ交換は早く頻繁に」が彼のモットーである。
本編ではマックィーンの傲慢な態度に腹を立て、冒頭のレースの後、仲間とともに辞めていった。
マックィーンに「チャック」と呼ばれ続けており、辞める際に発した言葉である「俺の名前はチャックじゃない!!（英訳で「My name is Not Chuck!!」）」が名前の由来。また、トミーダイレクトなどにより販売されている玩具や、エンディングのスタッフロールでも、「ノット・チャック」との表記になっている。
ロジャー・ウィーラー
キングのチームのクルーチーフ。
ルーク・ペトルワーク
キングのチームのピットクルーの一人。キングとは毎週火曜日に彼の家で、夫婦そろって夕食を共にするほど仲が良い。ミセス・キングのボウリング・チームにも所属している。決勝レース前にはチームのブースで機器の準備をしていた。
チーフ・htB
名前の通り、チック・ヒックスのチームのクルーチーフ。10年間も忠実なチームメカニックをしている。チックをピストン・カップの勝者にすれば、2位のクルーチーフだと言われなくなると思っている。
ブルーザー・ブコウスキ
チックのチームのピットクルーの一人。子どもの頃からの仲間達と、チックのピットクルーをしており、チックや仲間と同じくヒゲが付いている。チックから、「世界で2番目に君のことが好きだ（1番目は自分自身）」と言われている。グイドを馬鹿にしたがタイヤ交換の速さに驚いて、仲間とともにヒゲが取れてしまった。
ダドリー・スペア
ビリー・オイルチェンジャーのチームのピットクルーの一人。
ローマン・デューンズ
トッド・"ザ・ショックスター"・マーカスのチームのクルーチーフ。元高速警備隊員だが、クルーの安全にあまり関心がない。厳しい（そして、口うるさい）クルーチーフとして有名で、いつも大声で叫んでいるため、トッドから「無線無しでも聞こえるぞ！」と文句を言われている。
シャーリー・スピンアウト
トッド・"ザ・ショックスター"・マーカスのチームのピットクルーの一人。
ペトロール・プラスキ
ウィンフォード・ブラッドフォード・ラザフォードのチームの給油係。昔は8気筒エンジンの、体の大きな不良少年だったが、喧嘩をして捕まり、反省プログラムを受け、今の体となり、元不良少年で最も成功した模範生として、有名になった。
ステイシー
クロード・スクラグスのチームのピットクルーの一人。女性だが、タイヤ交換がグイドと同じくらい速い。都会に住んでいるが、カントリー・ミュージックが大好き。
アール・フィルター
クロード・スクラグスのチームのクルーチーフ。
ヒューゴ・ファスト
エイケン・アックスラーのチームのピットクルーの一人。
ジェリー・ドライブチェイン
ユージーン・カービュレスキのチームのピットクルーの一人。元々はスタントカーを目指していたが、フォークリフトはスタントカーに向いていないため、諦めた。だか、彼にはジャグリングの才能があり、朝早くによく駐車場でジャグリングの練習をしている。
本編ではレース終了後タイヤなどの部品をトレーラーに積み込んでいた。
ウェルズ・ランアバウト
ユージーン・カービュレスキのチームのクルーチーフ。
ネベケネザー・シュミット
ダレン・レッドフッドのチームのピットクルーの一人。
シニア・トラックス
ダレン・レッドフッドのチームのクルーチーフ。
ピッコロ・ペリー
アーニー・ギアソンのチームのピットクルーの一人。
アーネスト・B・レイクス
アーニー・ギアソンのチームのクルーチーフ。
ミーガン・シフター
ブラッシュ・カーバーのチームのピットクルーの一人。性別はステイシーと同様、女性である（ブラッシュ・カーバーのチームのピットがないため、映画に出ていたかは不明）。
マイク・ストッカー
リー・レブキンズのチームのピットクルーの一人（リー・レブキンズのチームのピットがないため、映画に出ていたか不明）。
ブライン・イマジエア
グレッグ・キャンディマンのチームのピットクルーの一人（グレッグ・キャンディマンのチームのピットがないため、映画に出ていたかは不明）。

#### スポンサーとその関係者
マック
マックィーンの移動トレーラーを牽引するトレーラーヘッド。マックィーンが本音を打ち明ける数少ない相手である。車体は1985年式マック・スーパーライナー。屋根に帽子をかぶっているようなデザイン。トレーラーと合体した巨体で、しつこく付きまとう報道陣を追い払う。マックィーンと同じ塗装で、ゼッケン「95」を付けている。
ラスティー・ラスティーズとダスティー・ラスティーズ
錆取りバンパークリームを製造するラスティーズ社を経営する社長兄弟。マックィーンのスポンサーで、マックィーンのおかげで会社の業績はいいらしい。口癖はラスティー（兄）が「弟みたいな走りは止せ！」、ダスティー（弟）が「兄貴みたいな走りは止せ！」。車体はラスティー（兄）が1963年型ダッジ・ダート、ダスティー（弟）が1963年型ダッジ・A100バン。3作目にも登場する。
彼らのモデルは声優を務めていて、なおかつ1970年代から全米ラジオにて放送されている、ぼろぼろの車について語る「Car Talk」の司会を務めるマグリオッチ兄弟。
フレッド
ラスティーズ社製品の愛用者でマックィーンのファン。全身錆だらけ。この世界では珍しく、フロントバンパーにナンバープレートを装着してある。プレートの文字はFRED。会う人はそのナンバーを読んで名前を呼ぶのに、「○○が俺の名前知ってる！」と言っている。フロントバンパーがよく外れる。
熱心なレースファンでありブログやホームページを作り上げ、毎日ラジオのレース番組に電話して、その合間にレースを観戦する。
ドナ・ピッツ
ロサンゼルス国際スピードウェイで、ラスティーズ社のテントにいた錆びだらけの白い車体。
ジョナサン・レンチワーズ
ラスティーズのCMに出ていた錆びだらけの緑色の車体。
ハーブ
マックィーンのためにレースを手配し、見返りとして報酬から10パーセントを受け取っているエージェント。業界人のような口調でマックィーンをしきりに“ヨイショ”するが、意見はほとんど聞かず、話す内容は一方的。電話で会話するのみで表には出てこない。
なお英国版の声を担当しているジェレミー・クラークソンは当時トップ・ギアの司会者で、マックィーンのデザインベースとなったGT40のリメイク版フォード・GTを所有していたことがある。
テックス・ダイナコ
1975年型キャデラック・クーペデビル。大石油会社ダイナコ社長。キングを信頼している。フロントグリルに牛の角が付いている。3作目にも登場する。
キング夫人（リンダ・ウェザーズ）
1970年型マーキュリー・コロニーパーク。キングの妻。元々はスタントカーレースの女王として君臨していたが、キングと出会ったことで彼の虜となりスタントカーレースを引退し、結婚した。レースに出場する夫を気遣っている。
声優はリチャード・ペティの妻であるリンダ・ペティ本人である。
ダイナコ・ガールズ
ダイナコ石油のカラーとロゴマークを身につけた、別名「ダイナっ子」。レース中はダイナコ石油の応援席でキングを応援し、レースが終わると会場にあるスポンサーのテントの中で、チームの雰囲気を盛り上げる。テレビに映るのも仕事の一つであり、時々キングとデートしているという噂もある。
アウトバーン・ソサエティ
マックィーンの想像シーンでハリウッドの豪華な屋敷で暮らすダイナコ姿のマックィーンの後ろにいた高級車たち。
ローター・ターボスキ
ダイナコ石油のカラーとロゴマークがデザインされたヘリコプター。ラストシーンではメーターを載せて飛行する。
グレイ
キングの移動トレーラーを牽引するトレーラーヘッド。ローター・ターボスキ同様、ダイナコ石油のカラーとロゴマークがデザインされている。元々はガソリンや材木、鉄などの重くてかさばる物ばかりを運ぶ仕事をしていた。
エリック・ローデイルズ
エイケン・アックスラーの移動トレーラーを牽引するトレーラーヘッド。ニトロエイドのカラーとロゴマークがデザインされている。
アル・オフト
レースにて飛行する、公認スポンサーのタイヤメーカー・ライトイヤー社の飛行船。カラーリングのモチーフはグッドイヤーの飛行船。

#### マスコミ
ボブ・カトラス
「ピストン・カップ」を全米に生中継する実況アナウンサーで、世界的に有名なスポーツの実況アナウンサー。レースに情熱をかけていて、落ち着いた態度で、ピストン・カップのレースを中継する。モデルは、英語版で実況しているボブ・コスタスで、コスタスは実際にも有名なスポーツコメンテーターである。車体は設定上では1999年型オールズモビル・オーロラであるが、2ドアであるため、正確なベース車は不明。3作目で再登場する。
ダレル・カートリップ
1970年型シボレー・モンテカルロ。「ピストン・カップ」の元チャンピオンで解説者。レース開始時に「レースの始まりだ！(原語版：Boogity, Boogity, Boogity! Boys Let's go racing!!)」と叫ぶのが口癖で、ボブとコンビを組んで、RSNテレビの「ピストン・カップ」を全米に生中継する。
モデルは英語版で声優を務めるダレル・ウォルトリップで、NASCARシリーズを3回制覇し、2001年から2019年までテレビ中継のNASCAR on FOXで解説の座についていた名レーサーである。レース開始時のフレーズもNASCAR解説時代ではお約束のフレーズだが、Boogity, Boogity, Boogity! Let's go racing boys!!と叫んでいて、カーズでは順番を入れ替えて使っている。ただしNASCAR on FOXはシリーズ序盤を担当するのが通例なため、実際にはモチーフとなったフォード400でダレルが解説に入る事は基本的にはない。
『カーズ2』では「ワールドグランプリ」の司会として登場。カーズシリーズ全てで登場する。
コーリー・ターボウィッツ
序盤のレースの直後にマックィーンにインタビューした女性アナウンサー。決勝レースの会場にも一番に乗り込み、ドックの連絡を受けてラジエーター・スプリングスにもやって来た。元々は伝言ダイヤルのオペレーターであったが、その美しい声が有名になり、ラジオ番組の司会者を経て「ピストン・カップ」の人気レポーターになった。
スキップ・リクター
マックィーン失踪報道集に登場するリポーターの一人でオレンジの車体。23都市で、「スキップのレースカーこうざ」という番組に出ている。
チャック・マニフォード
マックィーン失踪報道集に登場するキャスターで青い車体。「誰もが知りたいのはただ一つ、マックィーンはどこにいるのか!?」と語っていた。レース結果の放送番組を担当している。昔は、バリー・パイプンルーという名前でニュース・キャスターをしていた。
キャシー・コプター
マックィーンをラジエーター・スプリングス上空でスポットライトを照らし、「マックィーン発見!!」と叫んでいたRSNテレビの赤いヘリコプター。
ロン・フーバー
ピストン・カップのレースすべてをレポートしているCRSNテレビのヘリコプターで、機体の色は、白/オレンジ/茶/黄色。
ネルソン・ブラインドスポット
ピストン・カップを放送するRSNテレビのカメラマンで緑の車体。
チャック・"チョーク"・ケイブルズ
ピストン・カップを放送するRSNテレビのカメラマン。レース中のどんなアクションもテレビカメラで逃さず撮る。田舎育ちだが、カリフォルニアに住むようになった。
スタッズ・マックガードル
ピストン・カップ優勝決定戦の前にチックを撮影していたカメラマンの一人で銀色の車体。
アーティ
RSNテレビの放送ディレクター。ヘッドセットを使ってカットなどの指示をだす。
アンドレア
マックィーンにインタビューするリポーターの一人で赤紫の車体。
マッティ
マックィーンにインタビューするリポーターの一人で水色の車体。
バート
マックィーンを撮影しようとするプレス・カメラマンの一人で銀色の車体。次のネタになりそうな写真を撮ろうといつでもカメラを構えている。
ダッシュ・ボードマン
マックィーンを撮影しようとするカメラマンの一人で緑の車体。
コーラ・コッパー
マックィーンを撮影しようとするカメラマンの一人で茶色の車体。車体番号は「A113CA」。
ハウザー・ブーン
マックィーンを撮影しようとする報道カメラマンの一人で茶色の車体。花形レーサーのとびきりのポーズを撮るベテランで、マックィーンに「イナズマのステッカー、見せて！」と最初に言ったため、マックィーンに覚えられている。
バーニー・バンクス
マックィーンを撮影しようとする報道カメラマンの一人で茶色の車体。
フーマン
マックィーンを撮影しようとする報道カメラマンの一人でオレンジの車体。
ティム・リマー
卑怯な手を使って優勝したチックにブーイングしていた報道カメラマンの一人で白い車体。地方のスーパーで無料配布されているスキャンダル新聞に所属している。車体番号は「WE6WU」。

#### レースファン
ミアとティア
マックィーンの熱狂的ファンである双子の小型スポーツカー。車体は1990年式マツダ・MX-5ミアータ（日本名:ユーノスロードスター）。立入禁止エリアぎりぎりまでマックィーンを追いかける。一時期チックに言い寄られて彼のファンに乗り換えたが、ラストでは彼のあまりの自己中心的さに反感を抱き、あっさりと彼を見限って、マックィーンのファンに戻った。エンディングではいつでもマックィーンに会えるように「フローのV8カフェ」でウェイトレスとして働いている。
また『カーズトゥーン メーターの世界つくり話』では、メーターのファン（メインキャスト）として出演している。
ティモシー・ツー・ストローク
ピストン・カップの優勝決定戦でマックィーンを応援するファンの一人で赤い車体。東部の町から、4日間でピストン・カップ優勝決定戦のカリフォルニアまで来た。
ポリー・バドルジャンパー
キングを応援するファンの一人で水色の車体。1989年の夏の昼下がり、偶然出会ったキングに恋をした。
マシュー・トゥルーブルー・マックルー
ピストン・カップの優勝決定戦でキングを応援するファンの一人で青い車体。愛称のトゥルーブルーは、キングの色からついた。家は全てキングのブルーでぬられていて、電球まで真っ青にしている。
キット・レブスター
ピストン・カップの優勝決定戦の観戦に来ていたファンの一人で赤い車体。サーフィンのお店で、ボールを磨いたり、貸したりしている。良い波が来ると、早めに店を閉める。本作では、サーフィンのお店を閉め、レースを見るためにロサンゼルス・インターナショナル・スピードウェイにやってきた。
コリアンダー・ワイドトラック
ピストン・カップの優勝決定戦でマルコ（戦闘機）のアンテナ・マスコットを付けていた紫の車体の子ども。
M・A・ブレーキドラム
ピストン・カップ優勝決定戦の観戦に来ていたファンの一人で赤い車体の女性。コリアンダーの母親で、彼女の隣にいた。車体番号は「ML115」。
ジョニーとジェイミー
ピストン・カップの優勝決定戦に来ていた二人組。ジョニーが緑、ジェイミーが青い車体。若い頃は、レースをそっちのけでコメディアンの様にギャグを飛ばし合っていた。今はふざけるのは、レース前にしている。優勝決定戦のレースが始まる前は、上からツバを垂らしていた。
ベニー・ブレーキドラム
ピストン・カップ優勝決定戦が始まる前に入り口の内側にいたレースファン。色はうす橙色。
マーティー・ブレークバースト
モーター・スピードウェイ・オブ・サウスで、チックが大クラッシュを起こした時に驚いていた。色は紺色。
ウィルマー・フラッツ
マックィーンの女性ファンの一人で、色は薄紫に近いピンク。マックィーンのタイヤがバーストした時、驚いた。
クリスティーナ・ウィーランド
モーター・スピードウェイ・オブ・サウスでミアとティアの隣にいた。色は青。マックィーンがチックの起こした大クラッシュを飛び越えた時は驚いた。
ジェイ・W
モーター・スピードウェイ・オブ・サウスでミアとティアの隣にいたトラック。色は黄色。マックィーンがチックの起こした大クラッシュを飛び越えた時は驚いた。
J.ロー・リー
キングのファンで、色は青。ピストン・カップ優勝決定戦のレース前、ダレル・カートリップの後ろにいた。車体番号は「ML115」。
ブラッド・ウィンミラー
レースファンのセダンで色は薄橙色。ピストン・カップ優勝決定戦で登場する。車体番号は「84D17」。
ダーラ・バンダーソン
キングのファンで色はグレー。車体番号は「T6ID635」。
アルバート・ヒンキー
マックィーンのファンの大型モーターホーム。ガソリンスタンド2軒分の燃料を飲み干すほどの大食いで、仲間うちでは「飲み食いならアルに任せろ」が合言葉になっている。
本編ではマックィーンがクラッシュを通り抜けた時に、「いいぞ、マックィーン！ カッチャウ」と大声でマックィーンを応援していた。
ラリーとR.M.
冒頭のレースシーンでマックィーンを応援していた二台のキャンピングカー。レースの情報にかなり詳しく、次にピストン・カップのチャンピオンが誰になるか、いつも賭けをしている。ケンカ好きが集まる一角にいるが、普段は紳士。
エルビスRV
エルビス・プレスリーを彷彿とさせるリーゼント型のキャブコンのキャンピングカー。オープニング（シェリル・クロウ歌「Real Gone」）の「Uh」歌詞の部分で踊り、カリフォルニアでのレースに、ダレル・カートリップの後ろに登場した。
バリー・ディーゼル
ピストン・カップの優勝決定戦に登場するキャンピングカー。オイルが大好物でいつも二つのダイナコ石油のオイル樽をぶら下げていて、一日中、ずっとオイルを飲んでいられるようにしている。
シド・バンダーカンパー
ピストン・カップの優勝決定戦に登場するキャンピングカーの一人で、2004年、道路沿いの町キングマンで買った、フラミンゴの飾りを周りに飾り付けていた。サーキットに集まるみんなのオアシスになっている。
コンボイ・ブラザーズ
ピストン・カップの優勝決定戦でキングを応援する四台のキャンピングカーで、顔を青く塗って、キングの名前を書いて応援していた。朝から夜まで、仕事も食事も一緒に行っている。
クレイトン・ゲントレブレス
ロサンゼルス・インターナショナル・スピードウェイに来ていたキャンピングカーの中の一人（一台）。色は白で、緑のラインが三本入っている。
バン・スキャンレーン
モーター・スピードウェイ・オブ・サウスとロサンゼルス・インターナショナル・スピードウェイでレースを観戦していたキャンピングカー。
11.マリオ・アンドレッティ
車体は1967年型フォード・フェアレーンデイトナ600優勝仕様。最終レースにて警備員マルコとフレッドと会話をし、会場に入る。車体の「FORD」部分は「MARIO」に修正されてある。本編では語られていないが、ドックとは昔からの友人であった。
モデルはF1・インディ・NASCARなどでチャンピオンになった、元レーサーのアンドレッティ本人。
パティ
最終レースにてマリオと同行していた緑色の車体。
バーニー・ストーミン
プロのスカイライターのプロペラ機で、ピエロのようなペイントが特徴。ピストン・カップ優勝決定戦上空で、ピストン・カップの文字を書いていた。
マルコ
ピストン・カップ優勝決定戦上空を飛んでいたジェット機。
スチュー・ボップ
ピストン・カップ優勝決定戦上空を飛んでいたジェット機。マルコとは親友。

#### スタッフ
デクスター・フーバー
ピストン・カップのチェッカーフラッグ係。最初はスタンドのペナント売りから始め、今に至る。
トム
レースの審判員。レース結果の写真判定を行った。劇中では後ろ姿しか登場しない。真面目ではあるが、たまにイタズラを仕掛けたりする。
トウ
レッカー車。劇中では後ろ姿のみの登場で、チャック・アームストロングをレッカーした。
チャーリー・チェッカー
ピストンカップのペースカー。レース中に事故が起きた際にレースカーを先導する。
本編ではマックィーンがピストン・カップの優勝決定戦でピットから出てきた時に前に出られて驚いていた。
ブライアン・パーク・モーターズ
レース会場でアンテナボールを売っている売り子。元々歌手になるため、売り子はバイトのつもりだったが、色々なことが重なり本職となってしまった。
マルコ・アクセルベンダー
車体は2002年型フォード・エクスペディション。レース会場内の警備をするガードマンの一人。「マルコに目をつけられたら最後」と恐れられている。元危険物とりしまり局・追跡班で、大統領から表彰されたことがある。玩具でマルコを名乗っている戦闘機とは別人。
リチャード・クレイトン・ケンジントン
車体はマルコ同様、2002年型フォード・エクスペディション。レース会場内の警備をするガードマンの一人。
マーロン・クラッチーズ・マッケイ
レース会場内の警備をするガードマンの一人。マルコやリチャードとは車体が違っているのが特徴。20年軍隊にいた。

### 暴走族
高速道路にて居眠り運転をしていたマックをからかい、マックィーンがトレーラーから落下する原因の一つとなる。エンディングではルート66を暴走していたところシェリフに捕まり、ベッシーを引っ張って道路舗装をさせられている。マックィーン同様液体のアスファルトをかけられる（ただしマックィーンとは異なり、全身に掛けられた）。また、『メーターの東京レース』でも、スノット・ロッドを除き登場する。
ブースト
ホンダ・S2000もしくは、日産・シルビア(S15型)と見られるスポーツカー。車体の色は薄紫色。暴走族のリーダーらしき車両で、カーボン調のオーバーフェンダーと二重のGTウィングを装着。リアガラスにはN2Oタンクが付属してある。
元々は暴走族ではなく、中古車用のガレージで働いており、そこで親しくなった年老いたタンクローリーから暴走行為を受け継いだ。
ウィンゴ
車体のベースは三菱・エクリプス(二代目)と思われる。分厚いオーバーフェンダーとあまりにも高いリアウィングが特徴で、車体の色は緑色と紫色。車体側面に描かれた模様は、右側だと片仮名で「インポート」（輸入）と読める。
小学生の頃、並外れた絵の才能のせいで美術の授業に馴染めず、トラブルを起こしていた。その後ペイントショップを経営し、有名なお客たちのペイントをデザインして良い暮らしをしているが、暴走行為を楽しんでいる。
本編ではDJの音楽で眠るマックをブーストと車線変更させ合った。
DJ
車体のベースは2004年型サイオン・xB。本名はデボン・モントゴメリー・ジョンストン3世。車体の色は青色。幼い頃から音楽に興味を持ち、有名なイースト・コースト芸術学校ではその才能を発揮。ある夜、友人のパーティーでウィンゴと出会い、彼に改造を施してもらったことがきっかけで暴走行為に参加する。
特徴であるサイド以降のスピーカーによりムーディーな音楽が流れ、マックの眠気を誘い込む。
スノット・ロッド
車体のベースは1970年型プリムス・バラクーダのトランザムレースホモロゲーション仕様、プリムス・AARクーダ。車体の色はオレンジ色。ボンネットフードから飛び出したスーパーチャージャーと巨大なリアタイヤ、実車のAARクーダを模したストライプが特徴。
ほとんどマックへのからかいには消極的であった。走行時から他の車がマックをからかう時、更にはシェリフに捕まった際にもクシャミをして、エグゾーストパイプから火を噴く。
元々アレルギー持ちであり、医者の勧めで空気の良い場所へ行くために西へ向かっていたが、途中でブーストたちと出会って仲間になり、警備と交通整理（道を開けさせる事が上手いとされる）を任されるようになった。

### 映画のキャラクター
エンディングにて、「ラジエーター・スプリングス・ドライブインシアター」で上映された「トイ・カー・ストーリー」「モンスターズ・トラック・インク（字幕はモンスター・トラックス・インク）」「バグズ（ワーゲン）・ライフ」映画のキャラクター達。声は全てそれぞれの映画本編のオリジナルキャストが担当している。ただし日本語吹替版は、本編を除く全ての分野で声を務めている声優が担当している（本来の予告編のマイクの声優は三ツ矢雄二が担当している）。また、オリジナル版にてジョン・ラッツェンバーガーが声優を担当したキャラクターは、日本語では本編におけるラッツェンバーガーと同じくマック役の立木文彦が全て担当している（オリジナル版の日本語声優はハムが大塚周夫、イエティが立木文彦、P.T.フリーが岡田吉弘）。
ウッディ
カウボーイのミニカー。ダイナコ石油にてバズと口論になるシーンを演じる。車体モデルはフォード・ウッディワゴン。
バズ・ライト・カー
玩具の宇宙自動車。リアには「PIXAR」文字入り。
ハム
豚の貯金車。パーティーの客が来たシーンを演じる。車体はトヨタ・セプターワゴン風。
ジェームズ・P・サリバン
愛称サリー。車体は警備員マルコ風の車体にモンスタートラックのタイヤを装着している。ヒマラヤ山脈に追放され、マイクと口論になる。
マイク・ワゾウスキ
車体のベースはイソ・イセッタ。
イエティ
車体は除雪車。過去に何らかの理由で追放され、吹雪でレモンアイスを作ってサリーとマイクを迎える。
フリック
青年のアリ。サーカス車関連の事情で、P.T.フリーと言い合いになった。車体は1966年型フォルクスワーゲン・タイプ1。
P.T.フリー
シルクハットを被ったノミ。サーカス団の団長。
※また、P.T.フリーのサーカス団員は、原作ではイモムシのハイムリック、ナナフシのスリム、カマキリのマニー、マイマイガのジプシー、テントウムシのフランシス、カブトムシのディム、ジョロウグモのロージー、ダンゴムシのタックとロールが登場していたが、本作では全てオリジナルキャラクターに差し替えられており、またキャラクター人数が原作より減っているため、それぞれのキャラクターのモデルは不明。

### ラジエーター・スプリングスの回想に出てくる車
ダスティン・メロウズ
ラジエーター・スプリングスの回想シーンで、ルート66を走っていた配達トラック。車体の色は茶/黄色。1950年代にトロフィー・スパーク社で配達係をしていた。今はラジエーター・スプリングスの隣町、クーパービルで暮らしている。
マイルズ・"ミートトラック"・マローン
ラジエーター・スプリングスの回想シーンで、v8カフェで休んでいた配達トラック。車体の色はオレンジ/灰色。
ミルトン・カリビア
ラジエーター・スプリングスの回想シーンに登場する水色の車体。
ハンク・"ハロウィン"・マーフィー
ラジエーター・スプリングスの回想シーンに登場するオレンジと黒の車体。
グレタ
ラジエーター・スプリングスの回想シーンで、ラモーンの店で火の玉模様のペイントをしてもらった紫色の車体。しばらくぶりの昔の先生バリトン、チェト達にいいところを見せる為にペイントをした。
エドウィン・クランクス
ラジエーター・スプリングスの回想シーンで、他の車とラモーンの店の近くで会話していたメタリック・グリーンの車体。
ミルドレッド・バイレーン
ラジエーター・スプリングスの回想シーンで、ルイジのタイヤ店で、タイヤを替えてもらって出てきていた、クリーム色の車体。1940年代、町で事故をし、レッドに助けてもらった。そのお礼でレッドに花をプレゼントした。
デレク・デカール・ドッブス
ラジエーター・スプリングスの回想シーンで、ルート66を走っていた時に、すれ違った車に「おはよう、いい天気だね」とあいさつしていたエメラルド・グリーンの車体。ラモーンの昔からの友達。
ティモシー・タイムゾーン
ラジエーター・スプリングスの回想シーンで、v8カフェで休んでいた青い車体。銀行強盗を追いかけてラジエーター・スプリングスにやってきて、フローやルイジからの情報で、鉱山に逃げ込んだ犯人を捕まえた。
パーシー・ハンドブレークス
ラジエーター・スプリングスの回想シーンで、まだ若かったメーターに、v8カフェまでレッカーしてもらっていた赤茶色の車体。

### その他のキャラクター
ジェリー・リサイクルド・バッテリーズ
廃バッテリー収集トレーラー・トラック。車体の色は赤。道に迷ったマックィーンにマックと勘違いされる。モデルはピータービルトの352キャブオーバー。
チェット・ボックスカー
サービスエリアで昼寝していたキャブオーバー型トレーラー・トラックで、車体の色は白。
ベン・クランクルシャフト
サービスエリアで昼寝していたキャブオーバー型トレーラー・トラックで、車体の色は白。
オリバー・ライトロード
サービスエリアで昼寝していたボンネット付きトレーラー・トラック。車体の色は茶色。インターネットで株を売買する仕事をしている。
ギル
ピストン・カップの優勝決定戦をガソリンスタンドのテレビで見ていたキャブオーバー型トレーラー・トラックで、車体の色は緑。「リサイクルの仕事は楽しいよ」と、いつも同じ話ばかりするのでみんな居眠りをしたり、クスクス笑ったりする。
ポール・バルデス
ピストン・カップの優勝決定戦をガソリンスタンドのテレビで見ていたキャブオーバー型トレーラー・トラックで、車体の色はオレンジ。点火プラグを国中の町に配達する仕事をしている。
ビック・アル
ラジエーター・スプリングスの元住民で、ラモーンとリジーの会話で名前だけの登場。彼が道路の修理をしていたが、15年前に町を去っていった。
トレブ・ディーゼル
貨物列車を引いていて、道に迷ったマックィーンと踏切でぶつかりそうになったディーゼル機関車。
バンとミニ
高速道路を探しているうちにラジエーター・スプリングスに迷い込んだミニバン夫婦。住民のおもてなしを断り、素通りする。
カーナビを持ってはいるが夫のバンはかなりの方向音痴で、エンディングのスタッフクレジット後に再び登場した時には、道を外れてラジエーター・スプリングスよりはるか遠くへ迷い込んでしまっていた。ベース車はミニ（妻）が1996年型ダッジ・キャラバン、バン（夫）が2003年型フォード・ウィンドスター。『2』ではラジエーター・スプリングスに登場する。
バーサ・バターズワゴン
緑色の小型クーペで、自分の顔をタンクローリーの後ろに写して遊んでいたマックに驚いていた。
ダフ・レックス
暴走族に追い越されて、怒っていた白いトラック。
バレリー・ビエーテ
エンド・ロールでラジエーター・スプリングスに登場する緑の車体。町の人気回復委員会の責任者。
ニック・スティッカーズ
エンド・ロールで車体全体にステッカーを貼っていた黄緑色の車体。
ミハエル・シューマッハ・フェラーリ
ラスト近くで「ライトニングに良い店があると聞いた」として、ルイジの店へ突然やってきたフェラーリ。来店した彼に話しかけられたルイジ達は感激のあまり気絶した。その後エンディングでラジエーター・スプリングスを散策している。
車体モデルはフェラーリ・F430。声の主は公開当時フェラーリチームで活躍したミハエル・シューマッハ。
アントニオ・ベローチェ・エクセレント
ミハエル・シューマッハと同行していた白い車体。
コスタンツォ・デラ・コルサ
アントニオと同様、ミハエル・シューマッハと同行していた緑の車体。
リロイ・トラフィック
ハイウェイで、ドライブイン直前でマックを追い抜いたマットレスを載せたミニバン。マックィーンから「あんなのに抜かれてるぞ」と言われた。口の横にシワができており、後輪のタイヤのサイズが小さいため、体が揺れている。
エンディングではラジエーター・スプリングスに立ち寄り、ルイジの店で大型のタイヤに取り換えた。車体のモデルはスバル・トラヴィック。
ダン・スクラーケンバーグ
マックィーン失踪報道集に出ていたニュースキャスターで緑の車体。
ジェイ・リモ
マックィーン失踪の際、テレビで報じられてある中で番組「The Jay Rimo Show」の司会として「どっちが先に見つかるかな? マックィーンか、彼の新しいクルーチーフか」と皮肉なコメントを述べた。車体モデルはリンカーン・タウンカー。モデルは英語版で声優を務めるジェイ・レノ本人。
チュキ
ジェイ・リモと同じく、マックィーン失踪報道集で登場。日本のニュースチャンネル「OEM」で報道した。車体はP.T.フリーと類似している。声はピクサー所属の日本人社員・小西園子で、原語版でも日本語で報じている（日本語吹き替え版では別の声に吹き替えられ、セリフも若干異なる）。DVD版では、字幕は表示されなかった。
スヴェン
ジェイ・リモやチュキと同じく、マックィーン失踪報道集で登場。州知事で、州にてマックィーンの捜索を表明した。車体はハンヴィー。モデルはカリフォルニア州知事であるアーノルド・シュワルツェネッガー。
T.J.ハマー
エンディングの「サージのSUV車訓練キャンプ」において、鬼教官のサージに説教される都会育ちの訓練生。車体はハマー・H1。車体の色は緑。
チャーリー・カーゴ
「サージのSUV車訓練キャンプ」の訓練生で黄緑の車体。
フランク・ピンカーソン
「サージのSUV車訓練キャンプ」の訓練生でピンクの車体。
マーフィー
「サージのSUV車訓練キャンプ」の訓練生でオレンジの車体。
ベニー・カリパー
「ラジエーター・スプリングス・ドライブインシアター」で、映画を見ていたマックの隣に座っていた白い車体。
トッド
カリフォルニアでの最終レースにて登場。ピクサー長編作品では必ず登場するピザ・プラネットのGYOZAバン。リアには「YO」の文字だけが表記されてある。『2』ではラジエーター・スプリングス・グランプリでの観衆の中に登場する。

## 声の出演
| 役名                                 | 原語版声優                         | 日本語吹替                                               |
| ------------------------------------ | ---------------------------------- | -------------------------------------------------------- |
| ライトニング・マックィーン           | オーウェン・ウィルソン             | 土田大                                                   |
| メーター                             | ラリー・ザ・ケーブル・ガイ         | 山口智充                                                 |
| サリー                               | ボニー・ハント                     | 戸田恵子                                                 |
| ドック・ハドソン                     | ポール・ニューマン                 | 浦山迅                                                   |
| ルイジ                               | トニー・シャルーブ                 | パンツェッタ・ジローラモ                                 |
| チック・ヒックス                     | マイケル・キートン                 | 内田直哉                                                 |
| キング                               | リチャード・ペティ                 | 岩崎ひろし                                               |
| ボブ・カトラス                       | ボブ・コスタス                     | 赤坂泰彦                                                 |
| ダレル・カートリップ                 | ダレル・ウォルトリップ             | 福澤朗                                                   |
| ラモーン                             | チーチ・マリン                     | 樋浦勉                                                   |
| グイド                               | グイド・カローニ                   | フランス語流用 （デニーロ・デ・ジローラモ）              |
| フロー                               | ジェニファー・ルイス               | 片岡富枝                                                 |
| サージ                               | ポール・ドゥーリイ                 | 麦人                                                     |
| シェリフ                             | マイケル・ウォリス                 | 池田勝                                                   |
| フィルモア                           | ジョージ・カーリン                 | 八奈見乗児                                               |
| リジー                               | キャサリン・ヘルモンド             | 森ひろ子                                                 |
| マック                               | ジョン・ラッツェンバーガー         | 立木文彦                                                 |
| ハム                                 | ジョン・ラッツェンバーガー         | 立木文彦                                                 |
| イエティ                             | ジョン・ラッツェンバーガー         | 立木文彦                                                 |
| P．T．フリー                         | ジョン・ラッツェンバーガー         | 立木文彦                                                 |
| レッド                               | ジョー・ランフト                   | フランス語/スペイン語流用 （ルイス・ダニエル・ラミレス） |
| ジェリー・リサイクルド・バッテリーズ | ジョー・ランフト                   | 楠見尚己                                                 |
| ハーブ                               | ジェレミー・ピヴェン               | 檀臣幸                                                   |
| ミア                                 | リンジー・コリンズ                 | 吉田仁美                                                 |
| ティア                               | エリッサ・ナイト                   | 吉田仁美                                                 |
| キング夫人                           | リンダ・ペティ                     | よのひかり                                               |
| テックス                             | H・A・ウィーラー                   | 楠見尚己                                                 |
| ノット・チャック                     | マイケル・"ノーネーム"・ネルソン   | 多田野曜平                                               |
| バーニー・ストーミン                 |                                    | 多田野曜平                                               |
| ジュニア                             | デイル・アーンハートJr．           | 堀江一眞                                                 |
| ラスティ                             | トム・マグリオッチ                 | 佐々木睦                                                 |
| ダスティ                             | レイ・マグリオッチ                 | 加藤満                                                   |
| フレッド                             | アンドリュー・スタントン           | 佐藤せつじ                                               |
| ブースト                             | ジョナス・リペラ                   | 高木渉                                                   |
| ウィンゴ                             | アドリアン・オチョア               | 阪口周平                                                 |
| DJ                                   | E．J．ホロウィッキー               | 星野貴紀                                                 |
| スノットロッド                       | ルー・ロマーノ                     | 手塚佑介                                                 |
| バン                                 | リチャード・カインド               | 稲葉実                                                   |
| ミニ                                 | エディ・マックラーグ               | 堀越真己                                                 |
| ハイファー                           | フランク・ウェルカー               | 原語流用                                                 |
| フランク                             | フランク・ウェルカー               | 原語流用                                                 |
| エルビスRV                           | シェリル・クロウ（クレジットなし） | 原語流用                                                 |
| コーリー・ターボウィッツ             | サラ・クラーク                     | 寺瀬今日子                                               |
| マリオ・アンドレッティ               | マリオ・アンドレッティ             | 麦人                                                     |
| ジェイ・リモ                         | ジェイ・レノ                       | 稲葉実                                                   |
| スヴェン                             | ジェス・ハーネル                   | 岩崎ひろし                                               |
| チュキ                               | 小西園子                           | よのひかり                                               |
| ミハエル・シューマッハ・フェラーリ   | ミハエル・シューマッハ             | 高宮俊介                                                 |
| TVディレクター                       |                                    | 駒谷昌男                                                 |
| ブライアン                           |                                    | 伊丸岡篤                                                 |
| マルコ・アクセルベンダー             |                                    | 櫛田泰道                                                 |
| アル・オフト                         |                                    | 堀敏彦                                                   |
| キャシー・コプター                   |                                    | 那須洋子                                                 |
| 女リポーター                         |                                    | 深井ゆきえ                                               |
| 女カメラマン                         |                                    | 宇乃音亜季 木川絵理子                                    |
| モーターホーム                       |                                    | 堀江一眞 朝倉栄介 田中英樹                               |
| ウッディ                             | トム・ハンクス                     | 辻谷耕史                                                 |
| バズ・ライトイヤー                   | ティム・アレン                     | 稲葉実                                                   |
| サリー                               | ジョン・グッドマン                 | 楠見尚己                                                 |
| マイク                               | ビリー・クリスタル                 | 高木渉                                                   |
| フリック                             | デイヴ・フォーリー                 | 宮本充                                                   |

## 登場する舞台

### ラジエーター・スプリングス
ルート66にある架空の小さな町。マックィーンはここに迷い込み、人生で何が大切かを学んでいくことになる。
ルイジのカサ・デラ・タイヤ店
フローのV8カフェ
ラジエーター・スプリングスの住人たちがたまり場にしているガソリンスタンド。
ラモーンのボディ・アート店
サージのサーブラス・ハット店
フィルモアのオーガニック燃料店
コージー・コーン・モーテル
ラジエーター・スプリングス交通裁判所
マックィーンが道路の舗装を命じられた交通裁判が開かれた場所。

### モーターシティ
架空の街。
モーター・スピードウェイ・オブ・サウス
ダイナコ400の会場。全体が観客席で囲まれており、観客席の一番上に夜間レースに備えて照明がある。3作目で再登場する。モデルとなったコースはブリストル・モーター・スピードウェイ。

### カリフォルニア・ロサンゼルス
ロサンゼルス・インターナショナル・スピードウェイ
ダイナコ400の優勝決定戦の会場。モーター・スピードウェイ・オブ・サウス同様、全体が観客席で囲まれているが、モーター・スピードウェイ・オブ・サウスよりも観客席が多く、サーキット周辺や観客席の一番上にヤシの木が立っている。3作目で再登場する。

## スタッフ
- 監督：ジョン・ラセター
- 脚本：ジョン・ラセター
- 音楽：ランディ・ニューマン
- カーキャラデザイン：ディブ・ディール

## ディズニーパーク及びディズニーランドのカーズ

### テーマランド
「カーズランド」(Cars Land)
ディズニーランド・リゾートのディズニー・カリフォルニア・アドベンチャーにある、カーズに登場する舞台「ラジエーター・スプリングス」を再現したテーマランド。2012年6月にオープンした。
「ピストン・ピーク国立公園」(Piston Peak National Park)
ウォルト・ディズニー・ワールド・リゾートのマジック・キングダムのフロンティアランド内に建設予定のミニエリア。2025年より工事予定。なお、「ピストン・ピーク国立公園」の名前は映画「プレーンズ2」に登場している。

### アトラクション
「ラジエーター・スプリングス・レーサー」(Radiator Springs Racers)
ディズニー・カリフォルニア・アドベンチャーのカーズランド内にあるアトラクション。マックイーンやメーターなどのお馴染みのキャラクターが登場するほか、レースに参加できるなど映画の世界を体感する事ができる。
「メーターのジャンクヤード・ジャンボリー」(Mater's Junkyard Jamboree)
ディズニー・カリフォルニア・アドベンチャーのカーズランド内にあるアトラクション。メーターの主催するジャンボリーにて、トラクターの荷台に乗る事ができるアトラクション。
「カーズ・レースラリー」(Cars Race Rally)
ディズニーランド・パリのウォルト・ディズニー・スタジオ・パークにあるアトラクション。カーズに登場するキャラクターのライドに乗り込み、8の字を描くように進みながらライドが回転する。
「ライトニング・マックィーン・ヴィクトリーラップ」
東京ディズニーリゾートの東京ディズニーシーで「ピクサー・プレイタイム」のひとつのプログラムとして期間限定（2018年1月11日～2018年3月19日）で開催された。ライトニング・マックィーンとゲストが一緒に掛け声を出しながらパーク内のアメリカンウォーターフロントを練り歩くプログラム。
「ライトニング・マックィーン：レーシング・アカデミー」(Lightning McQueen's Racing Academy)
ディズニー・ハリウッド・スタジオにあるステージ型のアトラクション。伝説のレーサー、ライトニング・マックィーンが最先端のレーシングシミュレーターを使って、長年に渡り学んできたことをゲストの新人レーサーに直接レクチャーする。2025年現在はクローズしている。

## トリビア
- 「ライトニング・マックィーン」の名前は2002年に亡くなったアニメーターのグレン・マックィーンの名前を使っている。スタッフがグレンの死の直前、彼に「『カーズ』の主役にあなたの名前を使うから」と約束を交わしたという。なお、マックイーンの名で一般的に思い浮かべられるスティーブ・マックイーン主演の映画『大脱走』（1963年）のパロディシーンもある。
- 英語版では新旧の名レーサーが吹き替えを担当しており、ミハエル・シューマッハもフェラーリ・F430役で出演している。その他にもマリオ・アンドレッティ、デイル・アーンハートJr.も出演している。ドイツ語版では、シューマッハに加えニキ・ラウダとミカ・ハッキネンが出演している。
- マックィーンが行方不明となったことを報じる番組の中では人気トーク番組『ザ・トゥナイト・ショー・ウィズ・ジェイ・レノ』のジェイ・レノがパロディ番組の司会「ジェイ・リモ」役として登場する（吹替版は稲葉実）。彼は無類のカーマニアとして全米では知らない人がいないほど有名なキャスターである。また、日本のテレビ局「OEM」で報じられている場面では、原語版でも画面のテロップは日本語表記（ただし「マックイーン」表記になっている）で、チュキ（女性アナウンサー）の声も日本語である（ただし、日本語吹き替え版の台詞は原語版と若干異なり、声も別の人物が演じている）。
- ダイナコ石油は、トイ・ストーリーにて登場したダイナコ石油が名前の由来で、ロゴマークも同一である。
- エンディングではNG集はないが、その後のラジエーター・スプリングスが描かれており、終盤では映画館にて過去のピクサー映画のパロディ版が上映されているのが見られる。映画が変わるごとに、ハイファーが増えていき、最後にフランクも出てくる。
  - 過去のピクサー映画のパロディの中には『トイ・ストーリー』『バグズ・ライフ』『モンスターズ・インク』が登場。本作のマックがそれぞれの作品に登場するハム・P.T.フリー・イエティを「あのキャラクターの声優、良いね」などと絶賛するものの、最後には「この声優、どの映画にも出てるじゃないか!」と突っ込む場面がある。これはハム、P.T.フリー、イエティ、マック全てを同じジョン・ラッツェンバーガーが演じているというギャグである。
    - 日本語版でもこれに合わせ、マック役の立木文彦がパロディで4役を担当しているが、オリジナルの映画ではハム、P.T.フリーは大塚周夫、岡田吉弘が担当している。
- エンディングでのジョー・ランフト追悼シーンでは、彼が声を担当した『バグズ・ライフ』のハイムリックと『トイ・ストーリー』のレニー、『トイ・ストーリー2』のウィージーが登場する。
- マックが州間高速道路40号線を移動していく最中、電線に短編『フォー・ザ・バーズ』の小鳥達が止まっているのが一瞬見える。
- カリフォルニアで最終レースが行われるシーンで、観衆の中に『トイ・ストーリー』に登場するピザ・プラネットの車がトッドの名で登場している。
- メーターのナンバープレート及び、途中で登場する大陸横断鉄道の車体にはピクサートリビアではおなじみのA113が表示されている。
- フィルモアのナンバー「51237」はジョージ・カーリンの誕生日「1937年5月12日」が由来。
- ピストンカップというレースタイトル名は、映画制作当時はモデルとなるNASCARのシリーズタイトルがたばこブランドのウィンストンがスポンサーの「ウィンストンカップ」だった事のパロディである。なお映画公開時にはウィンストンは長期にわたるシリーズスポンサーを降りて「ネクステルカップ」に変更されていた。
- ピストンカップの優勝決定戦、休業中の看板を出している場所の中に「EMERYVILLE」があったが、ここはピクサースタジオの現住所。
- DVD収録の未公開シーン（絵コンテ）や、劇場公開前の予告編で走るマックィーンの車体のゼッケンは「57」だが、これはジョン・ラセター監督の誕生年。
- DVDのメインメニューに時々出てくる「ダイナコ400」のロゴをクリックすると、短編『バウンディン』のパロティ作品が再生される。
- 映画の興行収益はそこそこだったが、マテル社から発売されていたミニカーが全世界で爆発的に売れている。
- 各キャラクター達の瞳の色は英語版の声優達の瞳の色と同じ色になっているが、同じ声優であるはずのレッドとピータービルトの瞳の色が異なる。
- 眠れる森の美女の城のシーンで使われるピクサー独自のオープニングソングの使用は、この作品で最後となった。『ファインディング・ニモ』以来の使用であったが、今作のみに採用された専用の音楽パターンとなった。

## テレビ放映
| 回数 | 放送局               | 放送枠                               | 放送日         | 放送時間      | 放送分数 | 平均世帯 視聴率 | 備考                                                                  |
| ---- | -------------------- | ------------------------------------ | -------------- | ------------- | -------- | --------------- | --------------------------------------------------------------------- |
| 1    | 日本テレビ           | 金曜ロードショー                     | 2009年12月4日  | 21:00 - 23:14 | 134分    | 8.3%            | 地上波初放送。20分拡大                                                |
| 2    | ディズニーチャンネル | マジカル・ワールド・オブ・ディズニー | 2011年7月15日  | 20:00 - 22:30 | 150分    |                 | カーズ2の公開を記念して放送。 ノーカット放送。                        |
| 3    | TBS                  | 水曜プレミア                         | 2013年12月25日 | 21:00 - 23:09 | 129分    | 5.2%            | 『XmasディズニープレミアシネマSP』と題して放送。15分拡大              |
| 4    | フジテレビ           | 金曜プレミアム                       | 2017年7月14日  | 19:57 - 22:19 | 142分    | 7.1%            | カーズ/クロスロードの公開を記念して放送。2日後にはカーズ2も放送された |
| 5    | フジテレビ           | 土曜プレミアム                       | 2023年7月15日  | 21:00 - 23:20 | 140分    | 3.9%            | マイ・エレメントの公開を記念して放送。10分拡大。本編ノーカット放送。  |

## サウンドトラック

### 収録曲
1. リアル・ゴーン [3:20]
歌：シェリル・クロウ
ソングライター ：シェリル・クロウ、ジョン・シャンクス
2. ルート66[2:50]
歌：チャック・ペリー
作詞・作曲：ボビー・トゥループ
3. ライフ・イズ・ア・ハイウェイ [4:37]
歌：ラスカル・フラッツ
4. ビハインド・ザ・クラウズ[5:08]
歌：ブラッド・ペイズリー
5. アワ・タウン[4:07]
歌：ジェイムス・テイラー
6. シュ・ブーン[2:33]
歌：ザ・コーズ
作詞・作曲：ジェームズ・カイズ、クロード・フィースター、カール・フィースター、フロイド・F・マクレア、ジェームズ・エドワーズ
7. ルート66[3:24]
歌：ジョン・メイヤー
8. 消えたマックィーン
9. マイ・ハンド・ウッド・ノウ[2:24]
歌：ハンク・ウィリアムズ& ザ・ドリフティング・カウボーイズ
10. ベッシー[0:58]
11. ダートで曲がれない！[1:26]
12. 新しい道路[1:17]
13. トラクター転がし[2:20]
14. マックイーンとサリーのドライブ[1:59]
15. 別れの時[2:41]
16. レース直後、沸上る会場[1:29]
17. ピストン・カップ王座決定戦[1:52]
18. 本当の勝利[3:07]

## 短編アニメ

### メーターと恐怖の火の玉
2006年に『カーズ』DVD特典映像として製作された短編。本編の後日談で、悪戯ばかりはたらくメーターを、ラジエーター・スプリングスの皆が怪談話で懲らしめる話。監督はジョン・ラセター、ダン・スキャンロン（共同監督）。ドック・ハドソンの登場はこの回で最後だった。

### カーズトゥーン メーターの世界つくり話
2008年以降に製作されたメーターが主人公のスピンオフ短編。計7作（限定版を含めると全11作）。メーターとマックィーンの会話から成り立っていて、メーターのホラ話がその内容となっている。監督はジョン・ラセター、ロブ・ギブス、ビクター・ナヴォーネ。
- 第1話：レスキューチーム メーター "Rescue Squad Mater" - メーターが消防車となって、火災現場からマックイーンを救出するという話。
- 第2話：メーター ザ・スタントカー "Mater The Greater" - メーターがスタジアムでカースタントショーを行う話。
- 第3話：闘牛士メーター "El Materdor" - メーターがスペインで闘牛士となる話。
- 第4話：メーターの東京レース "Tokyo Mater" - メーターが東京に行って、東京タワーをゴールとするドリフトレースを行う話。
- 第5話：未確認飛行メーター "Unidentified Flying Mater" - メーターがUFOの子供と出会う話。2009年11月20日初公開。
- 第6話：ヘヴィメタル - メーター "Heavy Metal Mater" メーターがフォークリフト3台とヘヴィメタルバンドを結成する話。
- 第7話：モンスタートラック メーター "Monster Truck Mater" - メーターがモンスタートラック・レスラーとなり色々な相手と勝負する話。
- DVD Blu-ray限定ストーリー1（第8話）：ムーン メーター "Moon Mater" - メーターが宇宙飛行車となり、身動きがとれない宇宙飛行車を救出する話。
- DVD Blu-ray限定ストーリー2（第9話）：名探偵 メーター "Mater Private Eye" - メーターが探偵となり、ある事件を調査する話。
- Disney.jp限定ストーリー1[21]（第10話）：飛行機メーター "Air Mater" - メーターが老飛行機スキッパーから飛行技術を教わり、エアスタントショーを披露する話。
- Disney.jp限定ストーリー1（第11話）：タイムトラベルメーター "Time Travel Mater" - メーターが開拓前のラジエーター・スプリングスにタイムスリップし、若き日のスタンレー、リジーと出会う話。

どの話でも途中からマックィーンが無理やり登場し、場合によってはいい活躍もする。話の内容はどう聞いても嘘にしか聞こえないがほとんど物語終盤ではその話の登場人物が現れたりするなど本当ではないかという終わり方が多い。なお、マックィーンの声はオーウェン・ウィルソンではなく、キース・ファーガソンが担当している。そして、毎回どこかにノット・チャック似のフォークリフトとミア、ティアが出演している。どの話にもサリーとドック、マックが登場していない。
アメリカでは2008年のクリスマスに3話までが放送され、その後もディズニーチャンネルやABCで何度か放送されている。また、「メーターの東京レース」は映画『ボルト』の同時上映作品として映画化される。日本では2009年3月26日に「Disney Time」の中で第1話から第3話が放送された後、ディズニーチャンネル、ディズニーXDにて時おり放送されている。「メーターの東京レース」は日本でも同様に『ボルト』の同時上映作品となった。2014年からYouTubeのディズニー公式アカウントで全話視聴可能となっている。

### カーズトゥーン ラジエーター・スプリングスの仲間たち
2013年以降に製作されたスピンオフ短編。計4作。
- マックィーンのしゃっくり "Hiccups"
- レッドと小さな友達 "Bugged"
- グイドは看板ダンサー "Spinning"
- ラジエーター・スプリングス 500 ½ "The Radiator Springs500½"
- 現在制作中:"To Protect and Serve"

### カーズ・オン・ザ・ロード
2022年に製作された短編シリーズ。全9話。マックィーンとメーターがメーターの姉の結婚式に出席するため、寄り道をしつつアメリカ中を旅する内容となっている。
2022年9月8日にディズニープラスで配信開始。

## ゲーム
日本国内ではWii、PlayStation 2、PlayStation Portable、ニンテンドーDS、ニンテンドー ゲームキューブ、ゲームボーイアドバンス、パソコンゲーム版が発売されている（パソコンゲーム版はインターチャネル・ホロン、それ以外はTHQジャパンより）。また、日本国内での販売ではないが、Xbox 360でもTHQより販売されている。
本編から1年経過した後日談で、マックィーンが2006年度シーズンのピストン・カップで優勝を果たすべく、チックと対決する内容となっている。
ゲームオリジナルキャラも多数登場する。
他にも海外では2作目のMater-National Championship、3作目のRace-O-RamaがWii、PlayStation 2、PlayStation 3、PSP、ニンテンドーDS、ニンテンドーゲームキューブ、ゲームボーイアドバンス（Mater-Nationalのみ）、Xbox 360、パソコンゲーム版がTHQより販売されている。

## 実際のレース参戦

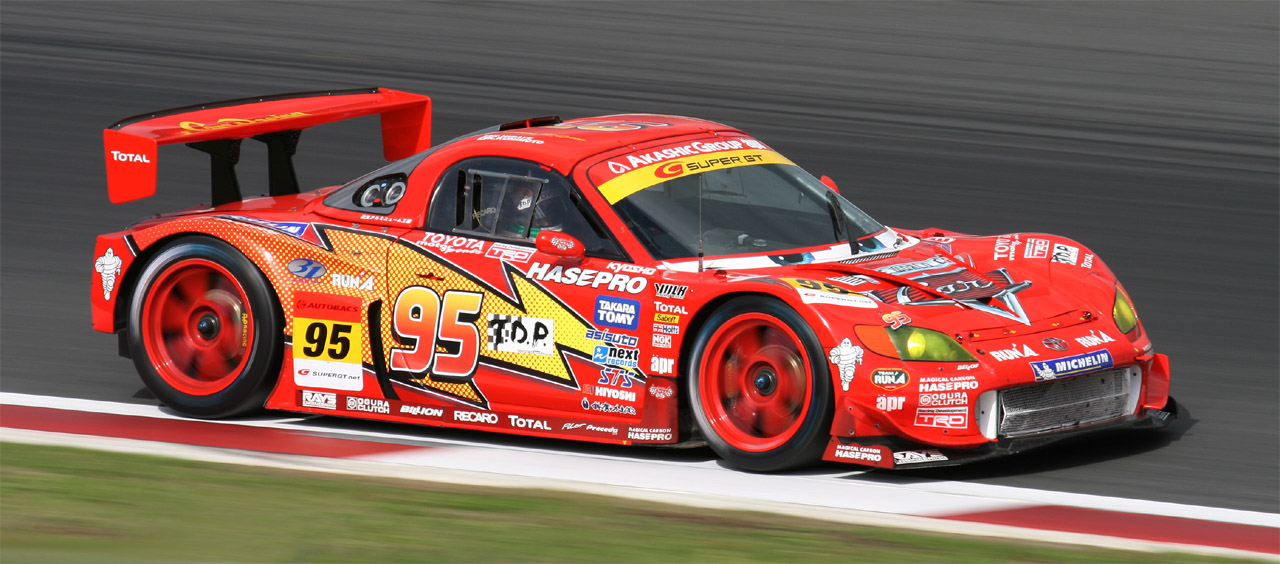
ライトニングマックィーンapr MR-S

2007年に日本の最高峰レースであるSUPER GTのGT300クラスで、ピクサーとのコラボレーションで「トイ・ストーリー・レーシング」として参戦し、王座に輝いたレーシングチームのaprが、2008年にカラーリングを塗り替えて「カーズ・レーシング」として参戦。マシン名は「ライトニング マックィーン apr MR-S」、ドライバーは平手晃平と国本京佑のルーキーコンビであった。ベース車両は前年に続きトヨタ・MR-S。なおマシン運搬用のトレーラーはUD・コンドルにラッピングされていた。レースに勝つ為にGTウイングの装備などオリジナルに似せられなかった部分もあったが、ライトの形状を似たものに変更し、劇中で重要アイテムである「稲妻ステッカー」と赤をベースにしたカラーリングとし、カーナンバーも「95」を取得するなど似せられるところは徹底していた。劇中のメインスポンサー「Rust-Eze」のロゴはカーズのエンブレムマークに変更されていたが、これはピクサーよりこのマシンのために特別にデザインされたマークであった。
第3戦の富士スピードウェイで優勝を果たし、年間ランキングでは8位を獲得した。2009年はピクサーがスポンサーを降りたため、カーズ・レーシングとしての参戦はこの1年のみで終了した。
SUPER GTの唯一の海外レースであるマレーシアでのレースにおいては、ディズニーの商圏の関係でカーズのロゴを外す措置をとっていた。これは前身のトイ・ストーリー・レーシングの時にも行われていた。